# Wide Awake
«Wide Awake» — другий сингл перевидання третього студійного альбому американської поп-співачки Кеті Перрі — «Teenage Dream: The Complete Confection». В США сингл вийшов 22 травня 2012. Пісня написана Кеті Перрі, Dr. Luke, Максом Мартіном, Henry Walter та Бонні МакКі; спродюсована Dr. Luke та Cirkut. Музичне відео зрежисоване Lance Drake; прем'єра музичного відео відбулась у червні 2012.

## Музичне відео
18 червня 2012 відбулася прем'єра відеокліпу. Відеокліп зрежисовано Ленсом Дрейком (Lance Drake).

## Список композицій
Цифрове завантаження
1. Wide Awake — 3:41

## Чарти

### Тижневі чарти
| Чарт (2012)                                | Найвища позиція |
| ------------------------------------------ | --------------- |
| Австралія (ARIA)                           | 4               |
| Австрія (Ö3 Austria Top 75)                | 28              |
| Бельгія (Ultratop Flanders)                | 25              |
| Бельгія (Ultratop Wallonia)                | 48              |
| Brazil (Billboard Brasil Hot 100)          | 17              |
| Brazil Hot Pop Songs                       | 3               |
| Канада (Canadian Hot 100)                  | 1               |
| Канада (AC) (Billboard)                    | 1               |
| Канада (CHR/Top 40) (Billboard)            | 1               |
| Канада (Hot AC) (Billboard)                | 1               |
| Чехія (IFPI)                               | 26              |
| Данія (Tracklisten)                        | 24              |
| Європа (Euro Digital Songs)                | 7               |
| Франція (SNEP)                             | 33              |
| France Airplay (SNEP)                      | 16              |
| Німеччина (Media Control AG)               | 39              |
| Угорщина (Rádiós Top 40)                   | 5               |
| Угорщина (Single Top 40)                   | 4               |
| Ірландія (IRMA)                            | 6               |
| Italy (FIMI)                               | 11              |
| Японія (Japan Hot 100)                     | 79              |
| Lebanon (Lebanese Top 20)                  | 4               |
| Mexico (Billboard Mexican Airplay)         | 4               |
| Mexico Anglo (Monitor Latino)              | 2               |
| Нідерланди (Mega Single Top 100)           | 41              |
| Нова Зеландія (RIANZ)                      | 1               |
| Шотландія (Official Charts Company)        | 6               |
| Словаччина (IFPI)                          | 13              |
| Швейцарія (Media Control AG)               | 21              |
| Велика Британія (Official Charts Company)  | 9               |
| Ukraine Airplay (TopHit)                   | 52              |
| США (Billboard Hot 100)                    | 2               |
| США (Adult Contemporary) (Billboard)       | 2               |
| США (Adult Top 40) (Billboard)             | 1               |
| США (Hot Dance Club Songs) (Billboard)     | 1               |
| США (Hot Dance Airplay) (Billboard)        | 2               |
| США (Hot Latin Songs) (Billboard)          | 45              |
| США (Mainstream Top 40) (Billboard)        | 1               |
| США (Rhythmic) (Billboard)                 | 21              |
| Venezuela Pop Rock General (Record Report) | 1               |

| Чарт (2024)           | Найвища позиція |
| --------------------- | --------------- |
| Indonesia (Billboard) | 23              |

### Місячні чарти
| Чарт (2012)              | Найвища позиція |
| ------------------------ | --------------- |
| Ukraine Airplay (TopHit) | 73              |

### Річні чарти
| Чарт (2012)                           | Позиція |
| ------------------------------------- | ------- |
| Australia (ARIA)                      | 35      |
| Brazil (Crowley)                      | 28      |
| Canada (Canadian Hot 100)             | 16      |
| Italy (FIMI)                          | 64      |
| Hungary (Rádiós Top 40)               | 77      |
| New Zealand (RIANZ)                   | 21      |
| Spain (Los 40 Principales)            | 15      |
| UK Singles (OCC)                      | 68      |
| US Billboard Hot 100                  | 15      |
| US Adult Contemporary (Billboard)     | 17      |
| US Adult Top 40 (Billboard)           | 9       |
| US Dance Club Songs (Billboard)       | 15      |
| US Dance/Mix Show Airplay (Billboard) | 16      |
| US Mainstream Top 40 (Billboard)      | 9       |

| Чарт (2013)                       | Позиція |
| --------------------------------- | ------- |
| US Adult Contemporary (Billboard) | 18      |

## Сертифікації
| Регіон | Сертифікація  | Продажі   |
| --- | ------------- | --------- |
| Австралія (ARIA) | 6× Платиновий | 420 000^  |
| Австрія (IFPI Austria) | Золотий       | 15 000*   |
| Бразилія (ABPD) | Діамантовий   | 250 000   |
| Канада (Music Canada) | 3× Платиновий | 240 000*  |
| Данія (IFPI Denmark) | Золотий       | 900 000   |
| Італія (FIMI) | Платиновий    | 30 000    |
| Мексика (AMPROFON) | Золотий       | 30 000*   |
| Нова Зеландія (RIANZ) | Платиновий    | 15 000*   |
| Велика Британія (BPI) | Платиновий    | 600 000   |
| США (RIAA) | 5× Платиновий | 3,500,000 |
| *продажі, що базуються лише на сертифікаціях · ^відвантаження, що базуються лише на сертифікаціях · продажі+прослуховування, що базуються лише на сертифікаціях · лише прослуховування, що базуються лише на сертифікаціях |               |           |

## Історія релізів
| Країна | Дата           | Формат           |
| ------ | -------------- | ---------------- |
| США    | 22 травня 2012 | Mainstream radio |